# Gavin Strachan
Gavin Strachan (Aberdeen, 23 dicembre 1978) è un allenatore di calcio ed ex calciatore scozzese, di ruolo centrocampista.
Suo padre Gordon è un allenatore mentre suo fratello Craig è anch'egli un calciatore.

## Carriera
Alla prima stagione in carriera, nel 1997-1998, ha giocato 8 partite nella massima serie inglese con la maglia del Coventry City.